# Shangri-La Plaza
Pour plus de détails, voir Fiche technique et Distribution.
Shangri-La Plaza est un pilote pour une série télévisée américaine réalisé par Nick Castle et diffusé le 30 juillet 1990 sur le réseau CBS.

## Fiche technique
- Titre original : Shangri-La Plaza
- Pays d'origine :  États-Unis
- Réalisation : Nick Castle
- Scénario : Nick Castle et Mark Mueller
- Producteur exécutif : Nick Castle et Mark Mueller
- Société de production : CBS Productions
- Montage : Pamela Malouf
- Costumes : James Lapidus (costume superviseur)
- Langue : anglais
- Format : Couleur
- Genre : Comédie, Musique
- Durée : 30 minutes
- Dates de sortie : États-Unis : 30 juillet 1990

## Distribution
- Terrence Mann : Ira Bondo
- Jeff Yagher : George Bondo
- Melora Hardin : Amy
- Savion Glover : Chili
- Carmen Lundy (en) : Geneva
- Allison Mack : Jenny, la fille d'Amy
- Chris Sarandon : Victorio, le bailleur
- Hilary Shepard : Veronica (theme song only)
- Mark David : Client #1
- Victoria Stevens : Client #2
- Glen Chin (en) : Client #3
- Lee Wilkof (en) : Swabodian
- Travis Payne (en) : Chili's Backup Dancer
- Barry Bernal : Chili's Backup Dancer